# Stanisław Hempel (socjalista)
Stanisław Hempel ps. „Hieronim”, „Izydor”, „Józef”, „Pankracy”, „Rafał” (ur. 13 marca 1882 w Dąbrowie Górniczej, zm. 20 lutego 1961 w Łodzi) – działacz niepodległościowy i socjalistyczny. Od 1904 r. członek PPS.

## Życiorys
Urodził się 13 marca 1882 w Dąbrowie Górniczej, w rodzinie Jana.
Od stycznia 1906 r. członek Organizacji Bojowej PPS, kierował „piątkami bojowymi” w Zagłębiu. Od września 1906 r. kierował szkołą bojową w Krakowie. Od października 1906 r. „okręgowiec” OB PPS w Radomiu. Po rozłamie w Polskiej Partii Socjalistycznej, w szeregach PPS Lewica. Na polecenie radomskiego okręgu PPS-Lewicy, w grudniu 1906 r. wraz ze Stanisławem Wernerem uczestniczył w zamachu bombowym na szefa Radomskiej Żandarmerii Gubernialnej, pułkownika von Płotto.
Od 1907 do 1923 r. za granicą. Początkowo w Galicji, skąd został wysiedlony przez władze, następnie przebywał w Szwajcarii i Belgii. Od 1923 r. ponownie w Polsce. W okresie międzywojennym pracował w Państwowej Fabryce Związków Azotowych w Mościcach. Działał w Stowarzyszeniu b. Więźniów Politycznych i komisji kwalifikacyjnej Krzyża Niepodległości. W okresie 1939–1946 przebywał we Francji i Anglii. Powrócił do Polski.

## Ordery i odznaczenia
- Krzyż Niepodległości z Mieczami – 13 kwietnia 1931 „za pracę w dziele odzyskania niepodległości”[2][1]